# Wistätthorn
Wistätthorn är en bergstopp i Schweiz.   Den ligger i distriktet Obersimmental-Saanen och kantonen Bern, i den sydvästra delen av landet, 60 km söder om huvudstaden Bern. Toppen på Wistätthorn är 2 362 meter över havet, eller 372 meter över den omgivande terrängen. Bredden vid basen är 6,0 km.
Terrängen runt Wistätthorn är bergig åt sydost, men åt nordväst är den kuperad. Närmaste större samhälle är Gstaad, 7,9 km väster om Wistätthorn. 
I omgivningarna runt Wistätthorn växer i huvudsak blandskog. Runt Wistätthorn är det glesbefolkat, med 17 invånare per kvadratkilometer.